# Eric al XII-lea al Suediei
Eric al XII-lea - în suedeză: Erik Magnusson - (1339 - 21 iunie 1359) a fost regele rival al Suediei al tatălui său Magnus al IV-lea al Suediei din 1356 până la moartea sa în 1359. El s-a căsătorit cu Beatrice de Bavaria, fiica lui Ludovic al IV-lea de Bavaria.

## Eric și Haakon
În 1343, Eric și fratele său Haakon, au fost aleși moștenitori ai Suediei și Norvegiei. În timp ce Haakon a preluat tronul Norvegiei în 1355 (cauzând uniunea dintre Norvegia și Suedia), Eric nu a primit nici o poziție în consiliul suedez, ceea ce l-a determinat să aleagă să conducă o revoltă împotriva tatălui său, în 1355. În 1357, rebeliunea l-a forțat pe Magnus să împartă Suedia cu fiul său care avea să conducă aproape toată partea de sud a Suediei și Finlanda. Suedia s-a reunit din nou în 1359, atunci când tatăl și fiul s-au împăcat și au condus împreună țara până la moartea lui Eric, câteva luni mai târziu. În timp ce se afla pe moarte, Eric a acuzat-o pe mama sa că l-a otrăvit. Imediat după moartea sa, soția sa Beatrice a murit și ea. Se crede că cei doi au murit de ciumă.